# Opal (Virginie)
Pour les articles homonymes, voir Opal.
Opal est une census-designated place située dans le comté de Fauquier, dans l’État de Virginie, aux États-Unis. Lors du recensement de 2020, elle comptait 678 habitants.